# Governo de Israel
O Governo de Israel é o poder executivo do país e sua sede está localizada em Kiryat HaMemshala, Jerusalém. O chefe do governo é o primeiro-ministro de Israel. Atualmente, o governo é composto por 30 ministros e seis vice-ministros dos partidos que formam a coalizão na Knesset. A existência do governo depende da aprovação da maioria dos membros do parlamento. A atual coalizão foi formada com o apoio de 61 dos 120 deputados.